# Науене
На́уене (латыш. Naujene) — населённый пункт в Аугшдаугавском крае Латвии. Административный центр Науенской волости. Находится около автодороги A6. Ближайший населённый пункт — село Цирши. Расстояние до города Даугавпилс составляет около 16 км. По данным на 2015 год, в населённом пункте проживало 418 человек.
В селе несколько трёхэтажных жилых домов с централизованным водо- и теплоснабжением. Есть волостная администрация, краеведческий музей, бюро туристической информации, центр социальных услуг, библиотека, станция технического обслуживания, почтовое отделение. Неподалёку находится железнодорожная станция Науене линии Даугавпилс — Индра.

## История
Впервые упоминается в XII веке как Новене.
В советское время населённый пункт входил в состав Вецпилсского сельсовета Даугавпилсского района.